# Autobronceador
Autobronceador, los autobronceadores son cosméticos destinados a colorear la piel sin que exista generación de melanina. Se basan en un principio activo denominado dihidroxiacetona (DHA). La DHA reacciona con las proteínas del estrato córneo (la capa más externa de la piel). Esta reacción da lugar a melanoidinas, unos compuestos coloreados similares al color del auténtico broceado.
Antes de utilizar un autobronceador es necesario tener en cuenta algunos consejos:
- Los autobronceadores no protegen frente a la radiación solar.
- Antes de aplicar un autobronceador es necesario exfoliar la piel.
- Es necesario extender bien el producto para repartirlo uniformemente.
- Es importante lavarse bien las manos después de haber aplicado el autobronceador.
- Se ha de evitar el contacto con prendas hasta que se haya absorbido por la piel.

El uso de autobronceadores puede ser una alternativa saludable para aquellas personas que deseen lucir un aspecto bronceado pero no exponerse a los efectos perjudiciales de la radiación UV.[cita requerida]